# Gmina Aleksandrów (Powiat Piotrkowski)
Aleksandrów ist eine Landgemeinde im Powiat Piotrkowski der Woiwodschaft Łódź, Polen.

## Gliederung
Zur Landgemeinde Aleksandrów gehören 32 Ortschaften mit einem Schulzenamt:
Aleksandrów
Borowiec
Brzezie
Ciechomin
Dąbrowa nad Czarną
Dąbrówka
Dębowa Góra
Dębowa Góra-Kolonia
Jaksonek
Janikowice
Justynów
Kalinków
Kamocka Wola
Kawęczyn
Kotuszów
Marianów
Niewierszyn
Ostrów
Reczków Nowy
Rożenek
Sieczka
Siucice
Siucice-Kolonia
Skotniki
Stara
Stara Kolonia
Szarbsko
Taraska
Wacławów
Włodzimierzów
Wolica
Wólka Skotnicka
Weitere Ortschaften der Gemeinde sind Jaksonek (osada leśna) und Przykopy.

## Trivia
Folgende auch im deutschsprachigen Raum bekannten Serien wurden im Ortsteil Dąbrowa nad Czarną gedreht:
- Janna (1989)
- Die Kinder vom Mühlental (1985)
- Klemens und Klementinchen (1986)